# Ariane Loignon
Ariane Loignon (* 2. Mai 1965 in Repentigny) ist eine ehemalige kanadische Eisschnellläuferin und Shorttrackerin.

## Werdegang
Loignon startete international im Eisschnelllauf erstmals in der Saison 1983/84 und errang bei der Mehrkampfweltmeisterschaft 1984 in Deventer den 23. Platz im Kleinen Vierkampf. Bei der Mehrkampfweltmeisterschaft zwei Jahre später in Den Haag kam sie auf den 29. Platz im Kleinen Vierkampf und nahm zu Beginn der Saison 1986/87 in Heerenveen erstmals am Eisschnelllauf-Weltcup teil, wobei sie den zehnten Platz über 3000 m sowie den sechsten Platz über 1500 m errang. Dieser sechste Platz war zugleich ihr bestes Ergebnis in dieser Rennserie, welchen sie im weiteren Saisonverlauf in Inzell über 3000 m wiederholte. Bei der Mehrkampfweltmeisterschaft 1987 in West Allis lief sie auf den 19. Platz im Kleinen Vierkampf und bei der Sprintweltmeisterschaft 1987 in Québec auf den 26. Rang. Die Saison beendete sie mit sieben Top-Zehn-Platzierungen auf dem neunten Platz im Weltcup über 3000/5000 m. In der Saison 1987/88 kam sie im Weltcup sechsmal unter die ersten Zehn und wiederholte in Calgary mit dem sechsten Platz über 3000 m ihr bestes Ergebnis. Zudem belegte sie bei der Mehrkampfweltmeisterschaft 1988 in Skien den 11. Platz im Kleinen Vierkampf und beim Saisonhöhepunkt, den Olympischen Winterspielen 1988 in Calgary, den 23. Platz über 500 m, den 20. Rang über 5000 m, den 19. Platz über 1000 m, den 15. Platz über 3000 m sowie den 14. Platz über 1500 m. 
Im folgenden Jahr lief Loignon bei der Mehrkampfweltmeisterschaft in Lake Placid im Kleinen Vierkampf und bei der Sprintweltmeisterschaft in Heerenveen im Sprint-Mehrkampf jeweils auf den 19. Platz. In der Saison 1989/90 absolvierte sie in Inzell ihren letzten Weltcup, welchen sie auf dem 17. Platz über 1500 m beendete und belegte bei der Mehrkampfweltmeisterschaft 1990 in Calgary den 21. Platz im Kleinen Vierkampf sowie bei der Sprintweltmeisterschaft 1990 in Tromsø im Sprint-Mehrkampf den 22. Rang. Im Jahr 1997 startete sie nochmals bei den Master-Weltmeisterschaften in Berlin und gewann dort die Goldmedaille im Mini-Mehrkampf. Im Shorttrack nahm sie bei den Weltmeisterschaften 1986 in Chamonix teil, wobei sie Neunte im Mehrkampf wurde und mit der Staffel die Goldmedaille gewinnen konnte. Sie heiratete den Shorttracker Robert Dubreuil. Ihr Sohn Laurent Dubreuil ist als Eisschnellläufer aktiv.

## Erfolge

### Olympische Spiele
- 1988 Calgary: 14. Platz 1500 m, 15. Platz 3000 m, 19. Platz 1000 m, 20. Platz 5000 m, 23. Platz 500 m

### Mehrkampf-Weltmeisterschaften
- 1984 Deventer: 23. Platz Kleinen Vierkampf
- 1986 Den Haag: 29. Platz Kleinen Vierkampf
- 1987 West Allis: 19. Platz Kleinen Vierkampf
- 1988 Skien: 11. Platz Kleinen Vierkampf
- 1989 Lake Placid: 19. Platz Kleinen Vierkampf
- 1990 Calgary: 21. Platz Kleinen Vierkampf

### Sprint-Weltmeisterschaften
- 1987 Québec: 26. Platz Sprint-Mehrkampf
- 1989 Heerenveen: 19. Platz Sprint-Mehrkampf
- 1990 Tromsø: 22. Platz Sprint-Mehrkampf

### Shorttrack-Weltmeisterschaften
- 1986 Chamonix: 1. Platz Staffel, 9. Platz Mehrkampf

## Persönliche Bestleistungen im Eisschnelllauf
| Disziplin | Zeit        | Datum            | Ort     |
| --------- | ----------- | ---------------- | ------- |
| 500 m     | 41,56 s     | 11. Februar 1989 | Calgary |
| 1000 m    | 1:22,75 min | 13. Februar 1988 | Calgary |
| 1500 m    | 2:07,05 min | 4. Dezember 1987 | Calgary |
| 3000 m    | 4:27,15 min | 5. Dezember 1987 | Calgary |
| 5000 m    | 7:48,21 min | 6. Dezember 1987 | Calgary |